# Thelypteris dentata
Thelypteris dentata is een varen uit de moerasvarenfamilie (Thelypteridaceae).
Het is een plant van subtropische en tropische streken van Afrika, Azië, Australië, Macaronesië en Zuid-Europa, maar is door de mens geïntroduceerd in Amerika en in Hawaii.

## Naamgeving enetymologie
- Synoniemen: Polypodium dentatum Forsskål (1775), Christella dentata (Forssk.) Brownsey & Jermy, Cyclosorus dentatus (Forssk.) Ching (1938), Cyclosorus nymphalis (G.Forst.), Dryopteris dentata (Forsskål) C. Christensen, D. mollis (Swartz) Hieronymus, Thelypteris reducta Small
- Engels: Downy maiden fern, Downy shield fern, Tapering tri-vein fern

De botanische naam Thelypteris is een samenstelling van Oudgrieks θῆλυς, thēlus (vrouwelijk) en πτερίς, pteris (varen). De soortaanduiding dentata komt van het Latijnse dens (tand).

## Kenmerken
Thelypteris dentata is een middelgrote tot grote, overblijvende terrestrische varen met een korte, kruipende rizoom waaruit een compacte bundel enigszins dimorfe bladen ontspringen. De bladsteel is paarsbruin, tot 50 cm lang, aan de basis met bruine, harige, lijnlancetvormige schubben bezet.
De bladschijf is tot 100 cm lang, ovaal, eenmaal geveerd, de onderste paren bladslipjes naar binnen wijzend, de bovenste gefuseerd en in een langgerekte spits uitlopend. De bladslipjes zijn langwerpig, tot de helft of 3/4 van de breedte ingesneden, met een afgeronde top, het onderste, naar de top gerichte lobje vaak vergroot. De onderzijde van het blad is kort behaard. De fertiele bladen hebben een langere bladsteel en kortere bladlipjes dan de steriele.
De sporenhoopjes zitten op de onderzijde van de bladen in twee rijen op de zijnerven, halverwege tussen de hoofdnerf en de bladrand. Ze zijn rond en afgedekt door een lichtbruin, viltig dekvliesje. De sporendoosjes staan op een steeltje, bezet met oranje klierhaartjes.

## Habitaten verspreiding
Het is een plant van rivieroevers in vochtige, schaduwrijke laaglandwouden en regenwouden in subtropische en tropische streken.
Hij komt van nature voor in Afrika, Madagaskar, Azië, Australië en de eilanden van de Stille Oceaan, noordelijk tot de eilanden van Macaronesië en Zuid-Europa. Hij is met succes geïntroduceerd in onder andere het zuiden van Noord-Amerika, Midden- en Zuid-Amerika. In 1887 is hij in Hawaii ingevoerd, en is daar ondertussen de meest algemene varensoort.
In Spanje was de laatst bekende natuurlijke populatie, in het natuurgebied Los Alcornocales nabij Cádiz, in 2002 verdwenen. Ondertussen is de plant vanuit sporen terug opgekweekt en met succes uitgeplant.